# 2009年の交通
2009年の交通（2009ねんのこうつう）とは、2009年（平成21年）に起こった交通関係の出来事をまとめたページである。
2008年の交通 - 2009年の交通 - 2010年の交通

## 出来事の一覧

### 3月
- 18日
  - （ストライキ）  全日本空輸グループのエアーニッポン、エアーニッポンネットワーク、エアーネクスト、エアーセントラルの4社の労使交渉の決裂によりストライキが発生し、国内線 137便が欠航となった。

### 4月
- 15日
  - （ストライキ）  全日本空輸グループのエアーニッポン、エアーニッポンネットワーク、エアーネクスト、エアーセントラルの4社の労使交渉が決裂し、本年2回目のストライキが発生し、国内線 149便が欠航となった。

### 6月
- （海運）  中国の青島港で青島新前湾集装箱埠頭有限責任公司（QQCTN）設立[1]
- 4日
  - （開港）  静岡空港

### 8月
- 27日
  - （完全運用）  静岡空港 滑走路300 m延伸（2,200 m→2,500 m）

### 9月
- 3日
  - （買収）  ルフトハンザドイツ航空が、 オーストリア航空の買収完了を発表。同航空を傘下に入れた事により、欧州最大の航空会社となった [2]。

### 10月
- 22日
  - （滑走路供用開始）  成田国際空港のB滑走路が、320 m拡張（2,180 m→2,500 m）し発着枠が22万回に拡大。

### 12月
- （海運）  中国の青島港で青島前湾聯合集装箱埠頭有限責任公司（QQCTU）設立[1]
- 17日
  - （滑走路拡張）  米子空港 滑走路500 m延伸（2,000 m→2,500 m）